# Đầm lầy Alverstone
Đầm lầy Alverstone là một địa điểm được quan tâm sinh học đặc biệt rộng 83,8 ha nằm trên đảo Wight, được chỉ định vào năm 1951.
Alverstone Marshes là địa điểm của một dự án phục hồi đất ngập nước của Hiệp hội hoàng gia về bảo vệ các loài chim (Royal Society for the Protection of Birds) của Anh. Nó cũng chú ý đến loài Arvicola amphibius.